# Delphinium megalanthum
Delphinium megalanthum là một loài thực vật có hoa trong họ Mao lương. Loài này được Nevski mô tả khoa học đầu tiên năm 1937.